# Jõhvi (obec)
Obec Jõhvi (estonsky Jõhvi vald) je samosprávná jednotka estonského kraje Ida-Virumaa, zahrnující město Jõhvi, městečko Tammiku a několik okolních vesnic.